# (161092) Zsigmond
(161092) Zsigmond est un astéroïde de la ceinture principale.

## Description
(161092) Zsigmond est un astéroïde de la ceinture principale. Il fut découvert le 29 juillet 2002 à l'observatoire Palomar par Krisztián Sárneczky. Il présente une orbite caractérisée par un demi-grand axe de 3,04 UA, une excentricité de 0,08 et une inclinaison de 4,8° par rapport à l'écliptique.

## Compléments